# Diana Oboleńska
Diana Oboleńska – polska literaturoznawczyni, doktor habilitowany nauk humanistycznych.

## Życiorys
W 2002 r. ukończyła studia literaturoznawstwa na Uniwersytecie Gdańskim, w 2007 r. obroniła pracę doktorską Droga do wtajemniczenia. Motywy antropozoficzne w prozie powieściowej Andrieja Biełego, której promotorem była dr hab. Elżbieta Biernat, w 2014 r. habilitowała się na podstawie pracy zatytułowanej De Imaginatione. O imaginacji ezoterycznej w kulturze rosyjskiej początku XX wieku. Pracowała w Akademii Muzycznej im. Stanisława Moniuszki w Gdańsku.
Jest zatrudniona na Uniwersytecie Gdańskim.